# Doosan Bears
Doosan Bears är en professionell basebollklubb i Seoul som spelar i KBO League, den högsta ligan för baseball i Sydkorea. Doosan Bears har vunnit Korean Series totalt sex gånger (1982, 1995, 2001, 2015, 2016, 2019).

## Historia
Klubben grundades 1982 i Daejeon i Södra Chungcheong under namnet "OB Bears" med Oriental Brewing som ägare, men klubben flyttade till Seoul redan 1985. 1999 bytte klubben namn till "Doosan Bears" efter att Doosan tagit över som ägare. OB Bears vann den allra första upplagan av Korean Series 1982 genom att besegra Samsung Lions.

## Hemmaarena
Doosan Bears spelar sina hemmamatcher i Jamsil Baseball Stadium, vilken de delar med sina rivaler LG Twins. Arenan har en kapacitet på 25,553 åskådare. Klubben har tidigare spelat sina hemmamacher i Daejeon Hanbat Baseball Stadium (1982–1984) och Dongdaemun Baseball Stadium (1985).